# تاسوکو ایشیکاوا
تاسوکو ایشیکاوا (ژاپنی: 石川 扶؛ زادهٔ ۲ ژوئیهٔ ۱۹۸۴) یک بازیکن فوتبال اهل ژاپن است.
از باشگاه‌هایی که در آن بازی کرده‌است می‌توان به باشگاه فوتبال ماتسوموتو یاماگا اشاره کرد.